# El nem ismert területek zászlóinak képtára
Az alábbi lista a vitatott státuszú, vagy el nem ismert államok zászlóit tartalmazza.

## Afrika

Azawad zászlaja
Nyugat-Szahara zászlaja
Puntföld zászlaja
Szomáliföld zászlaja

## Ázsia

Palesztina zászlaja
Tajvan zászlaja

## Európa

Abházia zászlaja
Csecsenföld zászlaja
A Donyecki Népköztársaság zászlaja
Dél-Oszétia zászlaja
A Dnyeszter Menti Köztársaság zászlaja
Észak-Ciprus zászlaja
Koszovó zászlaja
A Krími Köztársaság zászlaja
A Luganszki Népköztársaság zászlaja
A Máltai lovagrend zászlaja
Sealand Hercegség zászlaja
Seborga Hercegség zászlaja

## Lásd még
- Mikronemzetek zászlóinak képtára